# 漂亮妈妈
《漂亮妈妈》（Breaking the Silence）是一部孙周执导、巩俐和高炘主演的中国剧情片，於2000年上映。本片进入第50届柏林国际电影节特别展映单元。
本片获得2001年第24届大眾電影百花獎最佳故事片奖（与《生死抉择》、《芬芳誓言》并列）。它曾代表中国角逐第73届奥斯卡金像奖最佳外语片，不过最终没有获得提名。演员高炘是来自于广州聋人学校的学生，他从小就爱学习武术，后来喜欢上了空手道。由于该片，巩俐与高炘建立了亲密的关系。

## 剧情简介
讲述一个单亲家庭的母亲孙丽英尝试用各种办法（靠摆书摊、送报纸、做女佣赚钱）以尽力把听力弱的儿子郑大送进学校上学的感人故事。

## 演员表
| 演員   | 角色     | 備註                                                 |
| 巩俐   | 孙丽英   | 郑大的妈妈                                           |
| 高炘   | 郑大     | 先天失聪的儿童                                       |
| 施京明 | 方子品   | 小学美术教师                                         |
| 管越   | 郑佩东   | 郑大的爸爸，出租车司机，在与孙丽英离婚后因车祸而去世 |
| 岳秀清 | 大贺     | 孙丽英的好友，卖书的                                 |
| 李成儒 | 贾老板   | 孙丽英曾到他家当钟点工女佣，非礼过她                 |
| 雷恪生 | 投递站长 |                                                      |
| 吕丽萍 | 焦校长   | 小学校长                                             |
| 林青   | 罗大妈   |                                                      |

## 奖项
巩俐获得以下奖项：
- 第20届金鸡奖最佳女主角
- 第24届大眾電影百花獎最佳女主角
- 第9屆上海影評人協會最佳女演員
- 第24届蒙特利尔国际电影节最佳女主角奖
- 金鳳凰獎最佳女演员